# 李沢厚
李 沢厚（り たくこう、拼音: Lǐ Zéhòu、1930年6月13日 - 2021年11月2日）は、中国の哲学者・美学者。西洋哲学・美学の知見をもとに、中国の伝統文化や近代化を論じ、1980年代（改革開放期）の論壇を牽引した。

## 生涯
1930年湖北省漢口市に生まれ、3歳のとき一家で湖南省寧郷県に移住する。李沢厚自身は湖南の人と称していた。北京大学哲学系卒業後、1958年に最初の単著『康有為譚嗣同思想研究』（《康有为谭嗣同思想研究》）を著わして学界に登場する。1950年代から60年代、朱光潜と美学論争を展開する。文革中の1970年代初頭、下放先の農村（五七幹部学校）で、カント『純粋理性批判』の英訳版（エブリマンズ・ライブラリー版）を『毛沢東選集』の隙間に隠して読み雌伏する。
1980年代、文革が明け、雨後の筍のように外国思想が中国に紹介され、論壇が活気に満ちた「文化ブーム」（文化热）の中心を担う。特に、主著『美の歴程』（《美的历程》）などを通じて「美学ブーム」（美学热）を牽引し、劉暁波や劉小楓と論を戦わせる。その間、全人代文教委員、中国社会科学院哲学研究所所員、パリ国際哲学研究所所員、米国やシンガポールの大学の客員教授などを務める。
1989年に六四天安門事件が起こると、政府と反体制派の間の仲裁に当たる。一方で事件以後、反体制派の扇動者として政府から糾弾される。その背景として、五四運動を「不充分に終わった啓蒙」とみなす李沢厚の論が、反体制派の旗印である「新啓蒙」に影響を与えたこと、などがあった。
1990年代になると、劉再復との共著『革命よさらば』（《告别革命》）の中で改良主義の立場をとる。
1992年、米国コロラド州ボルダーに移住する。以降、コロラドカレッジ、ミシガン大学、ウィスコンシン大学マディソン校、スワースモア大学、コロラド大学ボルダー校などで講義する。その間、時々中国に戻りつつ、ボルダーで平穏に暮らす。
2021年逝去。享年91。

## 人物・思想
- 80年代までの正統思想だったマルクス主義・唯物史観の知見を踏まえつつも囚われず、西洋哲学・人文学を広く援用した[12]。
- 同世代の龐朴（中国語版）らと同様に、「新儒家」に属さない立場から儒教を再評価した[17]。ときには新儒家の一人に位置づけられることもあったが、李沢厚自身はそのような位置づけを望んでいなかった[18][12]。
- 李沢厚が中国で果たした役割は、戦後日本で丸山眞男が果たした役割に匹敵する、と評される[19]。李沢厚自身、丸山の著作を積極的に受容・紹介していた[19]。1989年3月には、李沢厚自身の希望で、近藤邦康の仲介により、丸山との来日対談が行われた[20]。
- 李沢厚は魯迅・章炳麟なども再評価した[12]。
- 中国には分析哲学的手法が必要であるとも述べていた[21]。

## 著作
1981年『美の歴程』（《美的历程》）、1979年から1987年「中国思想史三部作」（《中国近代/古代/现代思想史论》）など、多くの著書がある。英訳もされている。

### 日本語訳
- 坂元ひろ子・佐藤豊・砂山幸雄共訳『中国の文化心理構造 現代中国を解く鍵』平凡社、1989年。ISBN 9784582719024
  - 原著: 1986年《走我自己的路》所収「走我自己的路」、1985年《中国古代思想史论》所収「孔子再评价」「经世观念随笔」「试谈中国的智慧」、1987年《中国现代思想史论》所収「启蒙与救亡的双重变奏」
- 興膳宏・中純子・松家裕子共訳『中国の伝統美学』平凡社、1995年。ISBN 9784582250022
  - 原著: 1989年《华夏美学》

ほか。